# شهرزاد (بازیگر)
کبری امین‌سعیدی با نام هنری شهرزاد (۱۸ آذر ۱۳۲۹ – ۲۷ مرداد ۱۴۰۴) هنرپیشه، شاعر، نویسنده و یکی از نخستین فیلمسازان زن در سینمای ایران بود.

## زندگی و فعالیت هنری
کبری امین سعیدی در ۱۸ آذر ۱۳۲۹ در تهران زاده شد. او از سنین نوجوانی در کافه‌های خیابان لاله‌زار رقصندگی می‌کرد. او سپس در سال ۱۳۴۸ با نام مستعار شهرزاد در فیلم قیصر نقش رقصنده‌ای به نام سهیلا فردوس را بازی کرد. وی در آغاز نقش‌های کوچکی (بیشتر نقش زنان رقاصه یا بدکاره) در سینما برعهده گرفت و کم‌کم نقش‌های تأثیرگذاری در فیلم‌هایی مانند تنگنا و صبح روز چهارم بازی کرد که در جشنواره سپاس برنده جایزه شد.
شهرزاد حدود سال ۱۳۵۲ در اعتراض به فضای حاکم در فیلم‌فارسی از بازیگری کناره‌گیری کرد و به عضویت گروه سینمای آزاد درآمد و به ساختن فیلم کوتاه پرداخت. در همین زمان شعرهایش را چاپ می‌کرد و داستان‌های کوتاهش در نشریاتی چون روزنامه آیندگان و کتاب جمعه منتشر می‌شد.
گفته می‌شود هزینه انتشار مجموعه اشعار که او با نام با تشنگی پیر می‌شویم که در دو هزار نسخه توسط انتشارات اشراقی چاپ شده و نزدیک به پنج‌هزار تومان بوده را بهروز وثوقی پرداخته است. همچنین طراحی و عکس روی جلد کتاب را نیز امیر نادری، عکاس فیلم آن روزها و کارگردان معروف سال‌های بعد به عهده گرفته بود.
شهرزاد در سال ۱۳۵۶ نخستین (و آخرین) فیلم بلند خود به نام مریم و مانی با بازی و سرمایه‌گذاری پوری بنایی را ساخت. این فیلم از معدود فیلم‌های سینمای ایران پیش از انقلاب است که قهرمان داستان، نویسنده، و کارگردان آن زن هستند. اما فیلم در آن سال توقیف و در سال ۱۳۵۹ موفق به اکران شد.
پس از انقلاب ۱۳۵۷، تمام دارایی‌ها، کتاب‌ها و فیلم‌هایش را از دست داد. او در تظاهرات ۱۷ اسفند ۱۳۵۷ حضور داشت و از آن تجمع فیلم‌برداری کرد. گفته می‌شود در همان روز بازداشت شد. با وجود درخشش در عرصهٔ هنر، زندگی او پس از انقلاب مسیری دشوار یافت. او مدتی به آلمان مهاجرت کرد، اما دوباره به ایران بازگشت و سال‌های پایانی عمر خود را در شهرهای گوناگون، از جمله سیرجانِ کرمان با بیماری و مشکلات مالی گذراند. او بی‌خانمان شد؛ در مقطعی ناچار شده کارتن‌خوابی کند و در پارک‌ها بخوابد.پس از آن خبری از شهرزاد در دست نبود به طوری که او را مُرده می‌پنداشتند.در طی آن سال‌ها، حتی در روستاهای دورافتادۀ طبس و کرمان هم زندگی کرد. 
فیلم مستند شهرزاد ساختهٔ مهران زینت‌بخش فیلمی دربارهٔ زندگی شهرزاد است که در سال ۱۳۹۲ و با حضور کبری سعیدی (شهرزاد) ساخته شده است. این فیلم یکی از چند فیلم مستندی است که شهرزاد را به عنوان شخصیت محوری خود قرار داده‌اند.

## نویسندگی

### داستان کوتاه
- توبا (رمان کوتاه)
- سلام، آقا
- داستان‌های کوتاه چاپ شده در روزنامه آیندگان و کتاب جمعه

### شعر
- با تشنگی پیر می‌شویم[۲]

## نمونه شعر
تلنگری بر آب زدم
سازی که زمین آن را می‌شنود
آسمان آن را می‌شنود
تلنگری بر گیجگاه عشق
رعدی سخت درمی‌گیرد
پرنده مهاجر تنم بال می‌گشاید و می‌خواند
زندگی اینگونه است
تلنگری بر دهان کامل‌ترین انسان
پایان آرامش
و یا آغاز شورش

## فیلمشناسی

### بازیگری
- بازیگری در نمایش‌هایی همچون بین راه[۱]

عمده فیلم‌ها:
- قیصر (۱۳۴۸، مسعود کیمیایی) در نقش سهیلا فردوس
- جدایی (۱۳۴۸، رضا صفایی)
- پنجره (۱۳۴۹، جلال مقدم) در نقش رقاصه
- خشم عقاب‌ها (۱۳۴۹، ایرج قادری) در نقش رقاصه
- رقاصهٔ شهر (۱۳۴۹، شاپور قریب) در نقش رقاصه
- طوقی (۱۳۴۹، علی حاتمی) در نقش گوهر
- قهرمانان نمی‌میرند (۱۳۴۹، سیروس جراح‌زاده)
- پل (۱۳۵۰، خسرو پرویزی)
- خانه به‌دوشان (۱۳۵۰، سلیمان راستکار)
- داش آکل (۱۳۵۰، مسعود کیمیایی)
- درشکه‌چی (۱۳۵۰، نصرت کریمی)
- سه‌قاپ (۱۳۵۰، زکریا هاشمی)
- شاطر عباس (۱۳۵۰، منوچهر صادق‌پور)
- فرار از تله (۱۳۵۰، جلال مقدم) در نقش معشوقهٔ کریم
- ماجرای یک دزد (۱۳۵۰، مهدی میرصمدزاده)
- بلوچ (۱۳۵۱، مسعود کیمیایی) در نقش معصومه
- تختخواب سه‌نفره (۱۳۵۱، نصرت کریمی) در نقش سکینه
- خوشگله (۱۳۵۱، اسماعیل پورسعید)
- سرگروهبان (۱۳۵۱، سعید مطلبی) در نقش زینت
- صبح روز چهارم (۱۳۵۱، کامران شیردل) در نقش پروا
- قلندر (۱۳۵۱)
- مرد اجاره‌ای (۱۳۵۱، خسرو پرویزی) در نقش معشوقهٔ رضا
- تنگنا (۱۳۵۲، امیر نادری) در نقش اشرف
- عیالوار (۱۳۵۲، پرویز نوری) در نقش ملیحه
- گرگ بیزار (۱۳۵۲، مازیار پرتو) در نقش مریم
- گدای اشراف‌زاده (۱۳۵۷، عزیزالله بهادری) در نقش عصمت

### کارگردانی
- نویسنده و کارگردان فیلم بلند مریم و مانی (ساخته ۱۳۵۶ - نمایش در ۱۳۵۹)
- تعدادی فیلم‌های کوتاه